# Santiago Escuti Orrego
Santiago Escuti Orrego (Rancagua, 25 de septiembre de 1855-Santiago de Chile, febrero de 1930) fue un poeta chileno de ascendencia vasca.
Empezó sus estudios en su pueblo natal y los concluyó en el Instituto Nacional, a pesar de haber recibido el título de Abogado en la Universidad de Chile, el 9 de enero de 1883; se dedicó a las letras y la pedagogía, ejerciendo durante toda su vida la docencia. Ya en el año 1871, impartía clases como profesor de gramática, Literatura y filosofía. Fue catedrático de filosofía y literatura en diversos establecimientos de educación, así como fue también creador de los Institutos de Libre Enseñanza en Copiapó, ciudad en la cual es Hijo Ilustre.

## Biografía

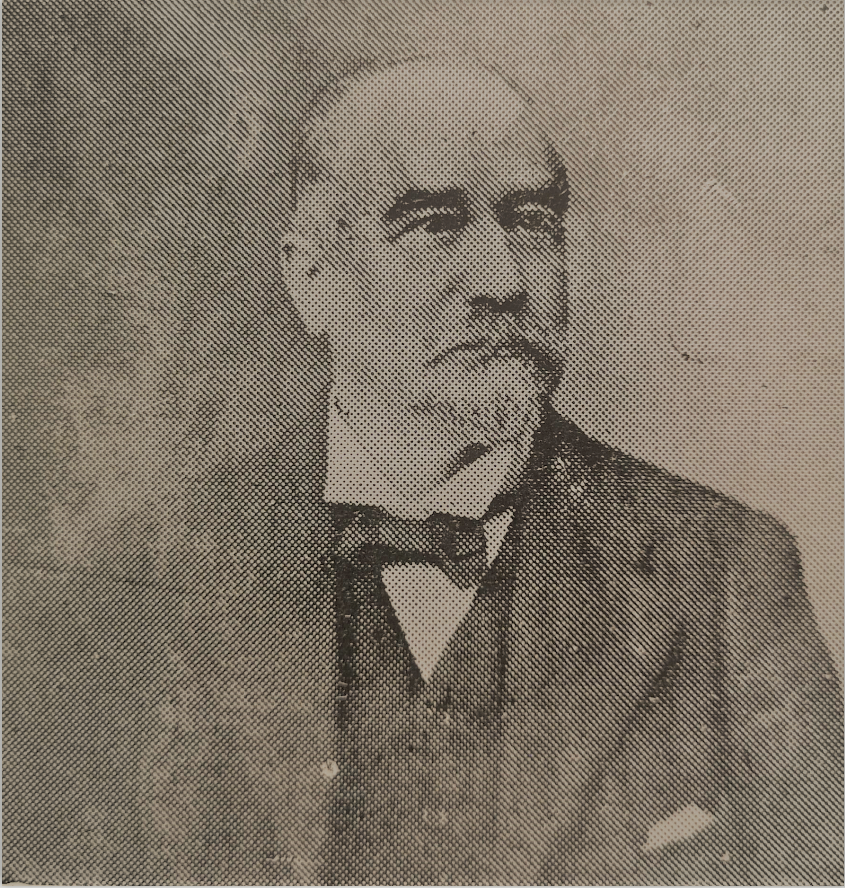
El poeta en 1928

Nació en Rancagua el 25 de septiembre de 1855. Sus creaciones lo identificaron como un poeta sentimental e inspirado, con marcada tendencia al romanticismo. Entre sus numerosas obras se destacan “Nueva Revolución”, ”Contemplaciones”, ”La Caridad”,  “El Credo Republicano”, “Mis Dos Maestros” y  la “Batalla de Sempach”, esta última destinada a cantar la independencia de Suiza.
Desde 1871, se dedica a la enseñanza como profesor de gramática , letras y filosofía, haciendo clases particulares y luego uniéndose al profesorado oficial. En 1879, formó parte del Comité Oficial encargado de levantar el espíritu y encender la llama del patriotismo público ante el fantasma de la Guerra del Pacífico. En 1884 publicó en “ La Lectura” una biografía del poeta Eusebio Lillo. Prestó sus servicios a la Revista “Artes y Letras”, “El Imparcial”, “Los Debates”, “El taller Ilustrado”, y a la “Revista Chilena”. En el certamen Varela de 1887, obtuvo el éxito su canto titulado “ A las glorias de Chile”.
Durante la epidemia de cólera de 1886-1888, auxilió a los pobres y desempeñó importantes comisiones oficiales de interés público. En el certamen del periódico “ El Pan del Espíritu” (1888) obtuvo cinco premios con sus composiciones tituladas: “Dura Prueba”, “Un Beso”, y el “Político y el Poeta”. Igual distinción alcanzó  una colección de poesías suyas en el Certamen de la Exposición Nacional de 1888.
En 1892 fue nombrado Miembro de las Comisiones Universitarias, por el consejo de Instrucción Pública. 
Además de ser miembro del Cuerpo de Bomberos de Santiago, en 1902 funda la tercera compañía de bomberos de Quillota, junto con Andrés y Enrique Miller.
En los certámenes del Centenario (1910) el Consejo Superior de Letras y Bellas Artes le otorga el primer premio, medalla de oro al mérito por su colección de poesías líricas, concediéndole la más alta distinción que lo consagra  como uno de los más grandes escritores chilenos. A su vez en (1925) le es otorgado  el premio de literatura “ El Ateneo”, equivalente en ese tiempo al premio nacional de literatura.

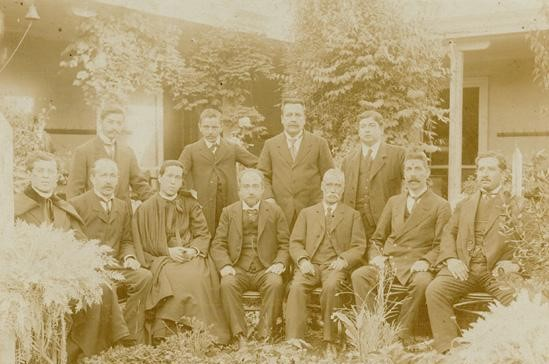
El poeta Santiago Escuti Orrego junto a profesores del Liceo de Quillota en 1910

Fue profesor de varios establecimientos de enseñanza en Santiago y provincias, consagró casi medio siglo de su vida a formar generaciones de hombres que en su momento ocuparon grandes puestos en el gobierno de Chile, industria y el comercio. En 1890 fue nombrado  rector del Liceo de Constitución y el 30 de noviembre de 1893 pasó a desempeñar el mismo cargo en el Liceo de Hombres de Quillota, el cual desempeñó con singular éxito hasta 1922. Durante su permanencia en el cargo de rector del Liceo de Quillota se dedicó a dar la cátedra de Castellano y Literatura. Fue un gran impulsor de la enseñanza, fundando el Curso Práctico de Comercio, diversas clases experimentales de Agricultura y otros estudios.Fundó la Liga de Estudiantes Pobres y la Brigada de Scouts. Dio grande importancia educacional a las veladas de extensión cultural y conferencias que con el mismo fin auspiciaba. Posteriormente , como una forma de retribuir su inmensa obra desplegada a  favor del Liceo Fiscal de Quillota en particular y a la educación en general, el plantel que dirigiese por tantos años fue nombrado en su honor además de una calle en la misma ciudad.

## Fallecimiento
Falleció en la ciudad de Santiago de Chile, en febrero de 1930, a la edad de 75 años.

## Análisis de la obra poética
La obra poética de Santiago Escuti Orrego debe ser interpretada como una reacción del espíritu romántico, de raíz española, frente al influjo de la literatura de corte realista y costumbrista promovida por el liberalismo. Así frente a la tendencia liberal, positivista  y anticlerical, que reniega de la matriz española y que  impone claramente su hegemonía durante la segunda mitad del siglo XIX, Escuti se identificará crecientemente con la corriente espiritualista, hispanófila, cristiana y mística, propia del romanticismo español de la primera segunda mitad del siglo XIX.
Romántico, por temperamento y formación, Santiago Escuti encontró sus paradigmas o modelos de composición poética en los cásicos del romanticismo español: Espronceda, Zorilla, Campoamor y Gustavo Aldo Bécquec. 
Su poesía tiene un claro trasfondo filosófico cristiano y Tomista, que se le lleva a poetizar las ideas – fuerza del cristianismo y a exaltar la figura de Cristo, en que visualiza al hombre-Dios y el educador moral, como lo manifiesta claramente en su poema “ Al maestro de los maestros” .

## Legado

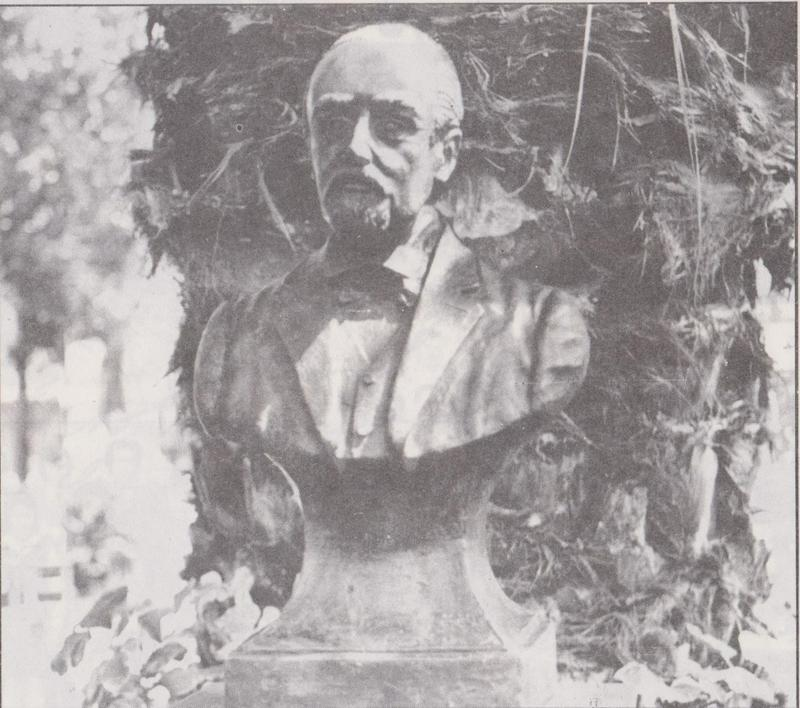
Busto de don Santiago Escuti Orrego

La obra poética de Santiago Escuti Orrego contribuyó a una revalorización de la poesía lírica en el ambiente literario de fin del siglo siglo XIX. Fue uno de los pilares del renacimiento poético que Chile experimenta en las últimas décadas de aquel siglo. Prueba de ello fue su activa participación en la revista "Artes y Letras" y a la "Revista Chilena", así como los numerosos premios que obtuvo en ese período en diversos concursos y certámenes literarios. El diario el Mercurio en su edición centenaria se refiere a Don Santiago Escuti 

"como un maestro y literato, una gloria chilena (...) este hombre idealista le dio a Quillota  su propio prestigio y su nombre no podrá borrarse jamás."